# Наум Върбенов
Наум Георгиев Върбенов, известен и като Македонски, е български и руски военен деец.

## Биография
Наум Върбенов е роден в село Емборе, Османската империя, днес Емборио, Гърция. Брат е на Христо и Никола Върбенови, а Димитър Македонски му е първи братовчед. Става военен и служи в Шеста плевенска дружина. При избухването на Сръбско-българската война служи в редиците на Шести пехотен търновски полк, като поручик. През 1886 година участва в Русофилския преврат срещу княз Александър Батенберг. След това емигрира в Русия и влиза в руската армия. Там достига чин подполковник. През 1900 година се завръща България, но се разболява и умира в Плевен на 8 март 1901 година.